# Faixa de Auzu

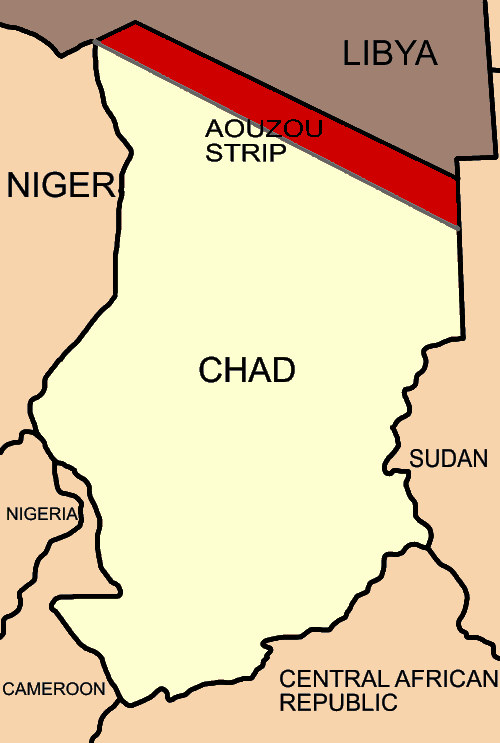
Faixa de Aouzou (em vermelho)

A faixa de Auzu (em francês: Aouzou) é um território em litígio na fronteira Chade-Líbia, disputado por ambos os países. A maior parte da cartografia existente e os reconhecimentos internacionais consideram que a soberania atual corresponde ao Chade. Tal território estende-se por cerca de 100 km para dentro do Chade, na província de Borcu-Enedi-Tibesti.
A solução do caso deste território é problemática já desde as primeiras décadas do século XX quando a colónia da Tripolitânia Italiana, existente desde 1912, parece ter recebido depois da Primeira Guerra Mundial a cessão de territórios controlados pela França no então chamado Sudão Francês, e alguns destes territórios fazem parte do atual Chade. Assim, as reclamações líbias são baseadas no tratado da época colonial não ratificado de 1935 entre França (que dominava o atual território chadiano) e Itália (ocupante do agora território líbio).
Do ponto de vista chadiano, a fronteira é baseada no tratado de 1955 entre França e Líbia, que a por sua vez provinha de outro tratado de 1899 entre Grã-Bretanha e França sobre  esferas de influência  coloniais.
A disputa pela possessão de Auzu entre Chade e Líbia devido aos seus potenciais depósitos de urânio causou uma guerra. Em 1973, a Líbia mandou o seu exército para a faixa de Auzu para aceder aos minerais, e poder usá-la como base de influência na política chadiana. Em 1976, a Líbia anexou a faixa.
Com a ajuda de tropas especiais francesas o exército chadiano expulsou as forças líbias da faixa de Auzu em 1987. Um cessar-fogo entre ambos os países durou até 1988, e foi seguido por negociações infrutíferas durante vários anos sobre a soberania. Em 1994, o Tribunal Internacional de Justiça concedeu ao Chade a soberania sobre a faixa.